# Ковальчук Юрій Олександрович (Герой України)
Юрій Олександрович Ковальчук (15 травня 1998, м. Ковель, Волинська область — 23 травня 2022, біля смт Білогорівка, Луганська область) — український військовослужбовець, солдат 14 ОМБр Збройних сил України, учасник російсько-української війни. Герой України (2023).

## Життєпис
Юрій Ковальчук народився 15 травня 1998 року в м. Ковелі Волинської области.
Навчався в Ковельській загальноосвітній школі № 1. Закінчив Ковельський промислово-економічний коледж (спеціальність — автомобільний транспорт).
У березні 2018 року підписав трирічний контракт із Збройними силами України. Служив у 14-й окремій механізованій бригаді. Учасник ООС.
2021-го демобілізувався і вдруге на той же термін уклав контракт. Проходив службу знову в складі 14 ОМБр.
Під час широкомасштабного російського вторгнення брав участь у бойових діях під Києвом, біля Чернігова, Ізюма (Харківська область). Загинув 23 травня 2022 року біля смт Білогорівка на Луганщині.
Похований на Алеї Героїв у родинному місті.

## Нагороди
- звання Герой України з удостоєнням ордена «Золота Зірка» (8 липня 2023, посмертно) — за особисту мужність і героїзм, виявлені у захисті державного суверенітету та територіальної цілісності України, самовіддане служіння Українському народові[1];
- орден «За мужність» III ступеня (16 березня 2022) — за особисту мужність і самовіддані дії, виявлені у захисті державного суверенітету та територіальної цілісності України, вірність військовій присязі[2];
- медаль «За військову службу Україні» (2 травня 2022) — за особисту мужність і самовіддані дії, виявлені у захисті державного суверенітету та територіальної цілісності України, вірність військовій присязі[3];
- почесний громадянин міста Ковеля (28 липня 2022, посмертно)[4].